# ژان دو اسپوند
ژان دو اسپوند (به فرانسوی: Jean de Sponde) شاعر قرن شانزدهم میلادی اهل فرانسه است.